# Phoradendron falcifrons
Phoradendron falcifrons là một loài thực vật có hoa trong họ Santalaceae. Loài này được (Hook. & Arn.) Eichler miêu tả khoa học đầu tiên năm 1868.